# Kerry King
Kerry King   (Los Angeles, 3 de juny de 1964) és més conegut per ser guitarrista del grup estatunidenc Slayer.

## Biografia
Kerry King, fill d'un inspector d'avions, i una treballadora en una companyia telefònica. En 1981 Kerry aprova la sessió de prova d'una banda de Thrash (més tard anomenada Slayer) junt amb Jeff Hanneman. Les seves primeres cançons junts van ser covers d'Iron Maiden i Judas Priest. Fins que un dia Kerry li va comentar a Jeff la possibilitat de començar a fer les seves pròpies cançons, i Jeff va respondre: ¨Fuck Yeah!¨. Com la majoria dels músics Heavy Metal Kerry tenia el cabell llarg, però quan va començar a quedar-se calb se'l va tallar. Al cap de poc es va fer un tatuatge que cobria les seves mans, braços i el seu cap. Kerry King també va passar un temps com a guitarrista en Megadeth, encara que això era només un arranjament temporal.

## Estil
A través dels anys, l'estil de la guitarra de Kerry s'ha mantingut, donant-li un so molt distintiu. En àlbums anteriors de Slayer, fins i tot, South of Heaven el seu estil es va centrar més en la velocitat i el caos que en la melodia. Tanmateix, en les seves composicions post Seasons in the Abyss, Kerry ha tractat de capturar més sensibilitat en la seva feina de guitarra, mostrant estils més diversos i més melòdics. A part dels seus forts ritmes, també és reconegut pel seu so distintiu i únic de guitarra principal.

## Cançons
Les seves lletres són majoritàriament basades en temes satànics, les quals atribueix a la seva passió per pel·lícules de terror. Encara que molts fans el reconeixen per ser satànic, ell mira aquesta gent com a "ximples". Ha indicat que no creu en Déu, de manera que tampoc no creu en satanàs, però escriu temes satànics perquè diu que "és més divertit cantar sobre Satanàs que sobre Déu". Kerry King és un dels fundadors del Thrash Metal. Junt amb Slayer, els grups que va dir que el van influir van ser: Venom que li van fer descobrir AC/DC, Iron Maiden, Judas Priest, etc.